# Lời nói dối tháng Tư (phim)
Lời nói dối tháng Tư (四月は君の嘘 Shigatsu wa kimi no uso, "Tháng Tư là lời nói dối của em") là phim điện ảnh tình cảm Nhật Bản 2016 dành cho giới trẻ do Shinjō Takehiko đạo diễn, Tatsui Yukari (龍居由佳里) viết kịch bản, với dàn diễn viên có sự góp mặt của Hirose Suzu và Yamazaki Kento dựa trên loạt truyện manga Lời nói dối tháng Tư của tác giả Arakawa Naoshi (新川直司). Phim được phát hành tại Nhật Bản bởi Toho vào ngày 10 tháng 9 năm 2016.

## Cốt truyện
Thần đồng piano Arima Kōsei thống trị các giải đấu và trở nên nổi tiếng trong giới âm nhạc. Sau cái chết của mẹ, đồng thời là người dạy piano cho cậu, cậu bị suy nhược thần kinh trong một cuộc thi khi mới 11 tuổi. Sau đó, cậu không thể nghe tiếng đàn do chính mình đánh dù cậu không có vấn đề khác về thính giác. Hai năm trôi qua, Kōsei không hề chạm vào cây đàn và nhìn thế giới qua cái nhìn đơn sắc. Cậu tự giải nghệ và bước tiếp cùng với những người bạn tốt, Tsubaki và Watari, cho tới một ngày, một cô gái đã thay đổi tất cả. Miyazono Kaori, một nữ sinh cùng lớp với Tsubaki, 14 tuổi, một nhạc công violin với thiên hướng tự do để những nốt nhạc phản ảnh bản thân, giúp Kōsei trở lại với thế giới âm nhạc và cho cậu thấy nó là cả thế giới tự do mà không gò bó như cách cậu từng chơi.

## Diễn viên
- Hirose Suzu trong vai Miyazono Kaori[2]
- Yamazaki Kento trong vai Arima Kōsei[2]
- Ishii Anna trong vai Sawabe Tsubaki[2]
- Nakagawa Taishi trong vai Watari Ryōta[2]
- Kōmoto Masahiro (甲本雅裕?)[2]
- Honda Hirotarō (本田博太郎?)[2]
- Itaya Yuka (板谷由夏?) trong vai Seto Hiroko[2]
- Dan Rei trong vai Arima Saki[2]

## Sản xuất
Nhạc chủ đề của phim tên "Last Scene" thể hiện bởi nhóm Ikimono-gakari.

## Doanh thu
Phim xếp hạng thứ 3 về doanh thu tại các phòng vé Nhật Bản trong tuần đầu tiên công chiếu, đạt 244,6 triệu yên Nhật và 200,036 lượt vé.

## Giải thưởng
| Năm  | Giải thưởng                       | Hạng mục                   | Người được đề cử | Kết quả |
| ---- | --------------------------------- | -------------------------- | ---------------- | ------- |
| 2016 | Giải thưởng phim Hochi lần thứ 41 | Nữ diễn viên xuất sắc nhất | Hirose Suzu      | Đề cử   |

## Đường dẫn bên ngoài
- Website chính thức (tiếng Nhật)
- Lời nói dối tháng Tư trên Internet Movie Database